# Wu-Tang Clan
Wu-Tang Clan é um grupo de hip hop norte-americano de Nova York, composto originalmente pelos rappers da Costa Leste RZA, GZA, Method Man, Raekwon, Ghostface Killah, Inspectah Deck, U-God, Masta Killa e Ol' Dirty Bastard. O grupo foi formado em Staten Island (U-God, Method Man, RZA, Ghostface Killah e Raekwon, referido por membros como "Shaolin"), embora alguns dos seus membros sejam do Brooklyn (Ol' Dirty Bastard, GZA e Masta Killa). O amigo de infância, colega e rapper norte-americano Cappadonna frequentemente os acompanhava, e, mais tarde, se tornou um membro oficial. 
Eles introduziram e lançaram as carreiras de artistas e grupos afiliados, muitas vezes conhecidos coletivamente como Wu-Tang Killa Beez e, em 2008, a About.com o classificou como o mais importante grupo de hip hop de todos os tempos, afirmando: "Nenhuma arma na história do hip-hop pode rivalizar com a coesão caótica do Wu-Tang Clan. The Clan tinha tantos personagens, cada um com suas próprias excentricidades. Eles eram destemidos na sua abordagem. Há uma boa razão de nenhum grupo tem sido capaz de recriar com sucesso seu som. A tripulação gerou incontáveis atos livremente associados. seus álbuns clássicos gerou álbuns clássicos." Kris Ex, ex-jornalista da Rolling Stone, chamou Wu-Tang Clan de "o melhor grupo de rap da história". Em 2004, a NME elogiou-os como um dos grupos mais influentes dos últimos dez anos, sendo creditados por revitalizarem o hip hop da Costa Leste.

## História
O Clan surgiu em 1989 com Ol' Dirty Bastard, RZA e GZA. Mais tarde outros seis membros foram adicionados mudando a cara do rap, virou referência, virou uma febre, quase uma religião, com seguidores por todo mundo.
O nome "Wu-Tang" deriva do nome da montanha Wu Dang (Wudang Shan), no noroeste da província de Hubei, centro da China, que possui uma longa história associada à cultura do país, em especial ao taoismo, artes marciais e medicina. RZA e Ol' Dirty Bastard aprovaram o nome do grupo após assistirem o filme Shaolin and Wu-Tang.
Estrearam em 1993 com Enter the Wu-Tang (36 Chambers). Após GZA, Method Man, ODB, Raekwon e Ghostface Killah terem lançado os seus projetos a solo, os Wu-Tang regressam em 1997 com Wu-Tang Forever.
Em 1998 e 1999 saem novos projetos a solo de RZA, Method Man, GZA, ODB, Inspectah Deck, U-God, Raekwon e Ghostface Killah. O próximo álbum do grupo saiu em 2000 intitulado The W com ODB em apenas uma faixa. Em 2001 e depois de Ghostface lançar novo álbum, os Wu-Tang regressam com Iron Flag, novamente sem ODB visto que este se encontrava encarcerado a cumprir pena.
Disciples of the 36 Chambers: Chapter 1 é o último registo que conta com Ol' Dirty Bastard no coletivo, já que o rapper faleceu pouco tempo depois. No Brasil, festas com o nome de Wu-Tang Party, que aconteciam semanalmente e um público de 50 mil pessoas (show no Anhembi em 2000), são provas de que muitos jovens ainda se identificam com os membros do grupo Nova York.

## Documentários
Wu-Tang revealed, um documentário dirigido por GZA que  prometeu mostrar os bastidores do clã, ainda tem que ser liberado.
Gerald K. Barclay dirigiu o documentário Wu-Tang, intitulado Wu: A história do Wu-Tang Clan, que estreou na BET, em 13 de novembro de 2008. O documentário foi lançado em DVD em 18 de novembro de 2008. [47]
Em 10 de novembro de 2009 um documentário sobre Ol 'Dirty Bastard foi lançado direito; sujo: The Official ODB Biografia. O Documentário apresenta Entrevistas e Histórias de SEUS Familiares, Membros da Wu-Tang, e afiliadas, sujo, e performances Ao Vivo Bem Como Entrevistas com Antigos Ol '.
Wu Tang Saga , estrelado POR Cappadonna e Com Imagens do remonta that Clã ao início dos ano noventa, atraves das SUAS Mais Recentes passeios foi lançado em 25 de fevereiro de 2010. [48]
Está para ser lançado o documentário WU TANG AMERICAN SAGA produzido por  RZA , na plataforma HULU a previsão é para setembro de 2019.

## Linha de roupas
O Wu Tang Clan tem um linha de roupas,Oli Grant foi "Power" um dos Primeiros a Passar de música a roupa. O Produtor Executivo do Clã, Grant começou a Fazer Roupas no Inicio de 1990, com POUCO Sucesso. Mas em 1995, apos o Sucesso de platina de  Wu-Tang (36 Chambers), OS Fabricantes  anteriormente NÃO concedem crédito potencial. He abriu Quatro Lojas Wu Wear, em Nova York, Los Angeles, Atlanta e Norfolk, Virginia. A Linha foi realizada em Macy, Rich, e de demonstração, Entre Outros. Poder Diz Que ELE ganhou US $ 10 Milhões em 1998. 

## Discografia

### Álbuns
| Informações dos álbuns                                                                                              |
| --- |
| Enter the Wu-Tang (36 Chambers) Wu-Tang Clan 9 de novembro de 1993 2x Platina Hot 100: 41 Top R&B/Hip-Hop Albums: 8 |
| Wu-Tang Forever Wu-Tang Clan 3 de junho de 1997 6x Platina Hot 100: 1 Top R&B/Hip-Hop Albums: 1                     |
| The W Wu-Tang Clan 21 de novembro de 2000 Platinum Hot 100: 5 Top R&B/Hip-Hop Albuns: 1                             |
| Iron Flag Wu-Tang Clan 18 de dezembro de 2001 Ouro Hot 100: 32 Top R&B/Hip-Hop Albuns: 6                            |
| 8 Diagrams Wu-Tang Clan 11 de dezembro de 2007 Vendas nos E.U.A.: 116,000 Hot 100: 26 Top R&B/Hip-Hop Albuns        |
| A Better Tomorrow Wu-Tang Clan 2014                                                                                 |
| - Once Upon a Time in Shaolin (2015)                                                                                |
| The Saga Continues (2017)                                                                                           |

### Compilações
- 1998 - Wu-Tang Killa Bees: The Swarm
- 1999 - Wu-Chronicles
- 2001 - Wu-Chronicles, Chapter 2
- 2002 - Wu-Tang Killa Bees: The Sting
- 2004 - Disciples of the 36 Chambers: Chapter 1
- 2004 - Legend of the Wu-Tang Clan
- 2006 - Wu-Tang Meets Indie Culture
- 2007 - Mathematics Presents Wu-Tang Clan & Friends Unreleased
- 2011 - Legendary Weapons

## Singles
| Ano  | Música                                         | E.U. Hot 100 | E.U. R&B | E.U. Rap | Álbum                           |
| ---- | ---------------------------------------------- | ------------ | -------- | -------- | ------------------------------- |
| 1993 | "Method Man"                                   | #69          | #40      | #17      | Enter the Wu-Tang (36 Chambers) |
| 1994 | "Da Mystery of Chessboxin'"                    |              |          |          | Enter the Wu-Tang (36 Chambers) |
| 1994 | "C.R.E.A.M. (Cash Rules Everything Around Me)" | #60          | #32      | #8       | Enter the Wu-Tang (36 Chambers) |
| 1994 | "Can It Be All So Simple"                      |              | #82      | #24      | Enter the Wu-Tang (36 Chambers) |
| 1995 | "Wu-Tang Clan Ain't Nuthing ta F' Wit"         |              |          |          | Enter the Wu-Tang (36 Chambers) |
| 1997 | "Triumph"                                      |              |          |          | Wu-Tang Forever                 |
| 1997 | "It'z Yourz"                                   |              | #75      | #21      | Wu-Tang Forever                 |
| 2000 | "Protect Ya Neck (The Jump Off)"               |              | #52      | #9       | The W                           |
| 2000 | "Gravel Pit"                                   |              | #70      | #20      | The W                           |
| 2002 | "Uzi (Pinky Ring)"                             |              | #93      | #16      | Iron Flag                       |
| 2007 | "My Heart Gently Weeps"                        |              |          |          | 8 Diagrams                      |

## Participações
- 1994 - "Can It Be All So Simple (Remix)" (de Fresh Soundtrack)
- 1994 - "Anything (Old School Remix)" (de SWV do EP Remixes)
- 1995 - "Let Me At Them" (de Tales from the Hood Soundtrack)
- 1995 - "Dirty Dancing" (da trilha sonora de Jerky Boys: The Movie)
- 1997 - "Diesel" (de Soul In The Hole soundtrack)
- 1997 - "Niggas Be Trippin'" (de "Damo C. and Melly Mel Como-tion Collabo Album")
- 1997 - "America" (de America Is Dying Slowly compilação)
- 1998 - "Put Your Hammer Down" & "Wu-Tang Cream Team Lineup" (de Funkmaster Flex do álbum The Mix Tape, Vol. 3: 60 Minutes of Funk)
- 1998 - "Windpipe" (da trilha sonora de Belly)
- 1998 - "And You Don't Stop" (de Def Jam's Rush Hour Soundtrack)
- 1999 - "Fast Shadow" (de Ghost Dog: The Way of the Samurai (trilha sonora))
- 2000 - "Shame", "Wu-Tang Clan Ain't Nothing To Fuck Wit", "For Heaven's Sake 2000" (da compilação Loud Rocks)
- 2000 - "Shaolin Worldwide" (de Next Friday (trilha sonora))
- 2001 - "The Abduction" (de Tony Touch do álbum The Piece Maker)
- 2001 - "What You In Fo" (da trilha sonora de Oz)
- 2004 - "Black Mamba" (faixa do filme Kill Bill: Volume 2 (trilha sonora))
- 2004 - "Rock Steady" (de Tony Touch do álbum The Piece Maker 2)
- 2006 - "9 Milli Bros." (de Ghostface Killah álbum Fishscale)